# Юрикани
Юрикани (итал. Giurizzani di Materada) — деревня в Хорватии, в жупании Истрия, входит в состав города Умаг. В 2011 году численность населения составляла 413 человек.

## История
Местность пренадлежала Венецианской республике с IX века по 1797 год, после она стала частью Габсбургской монархии, с 1805 года недолгое время находился под властью Наполеона, а с 1814 по 1918 год был частью Австрийской империи.
Множество жителей деревни и соседних городов были истрийскими итальянцами. После Первой мировой войны деревня и соседний город стали частью Королевства Италии. С 1947 по 1954 год они входили в состав независимой Свободной территории Триест, а затем были включены в состав социалистической Югославии. В тот период подавляющее большенство итальянцев покинуло населенный пункт.

## Климат
Среднегодовая температура составляет 13,57 °C, средний максимум — 27,29 °C, средний минимум — −0,95 °C. Среднегодовое количество осадков составляет 961 мм.

## Известные уроженцы
- Фульвио Томицца (1935-1999) — итальянский писатель и журналист.